# Kenny Rogers

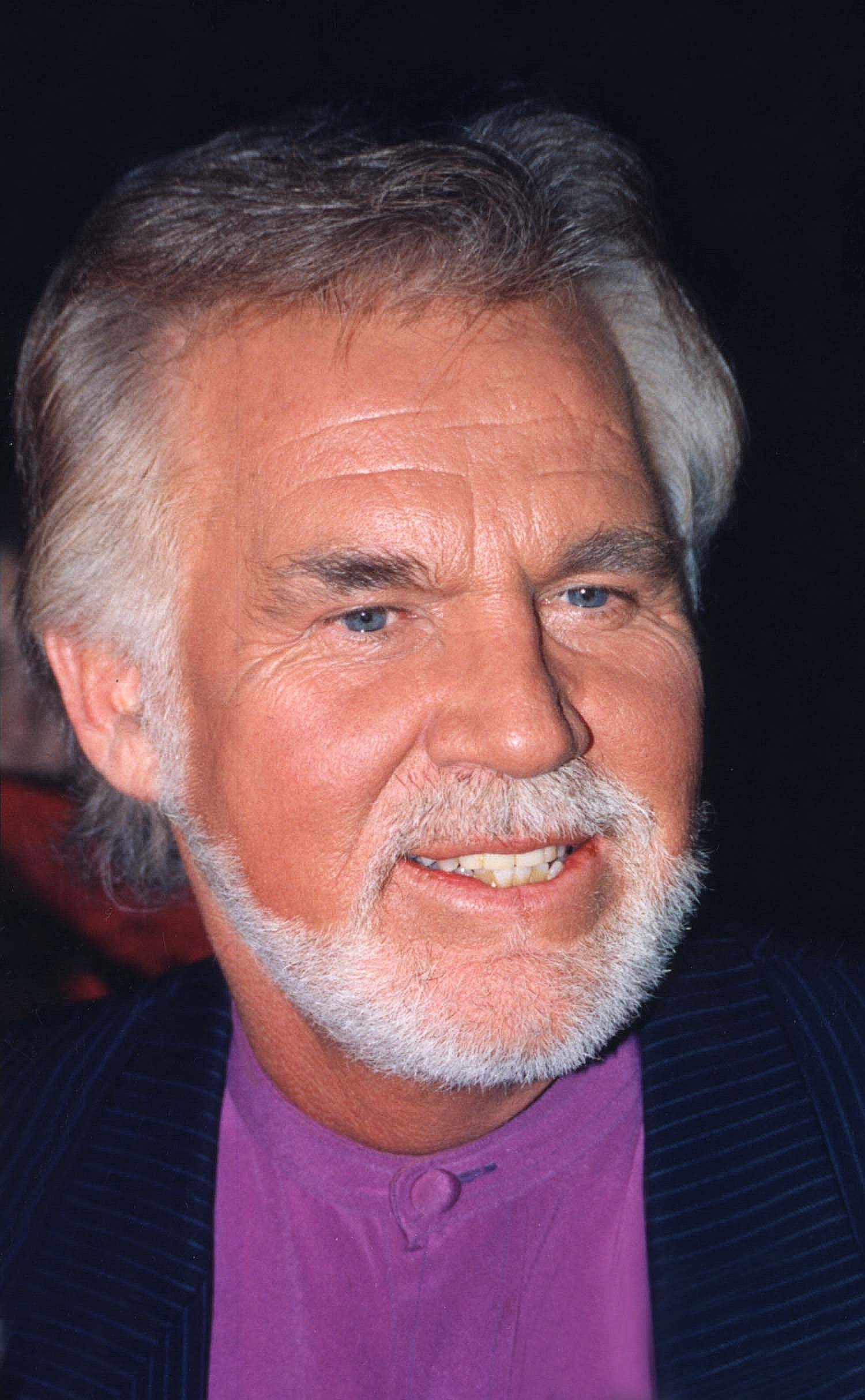
Kenny Rogers (1997)

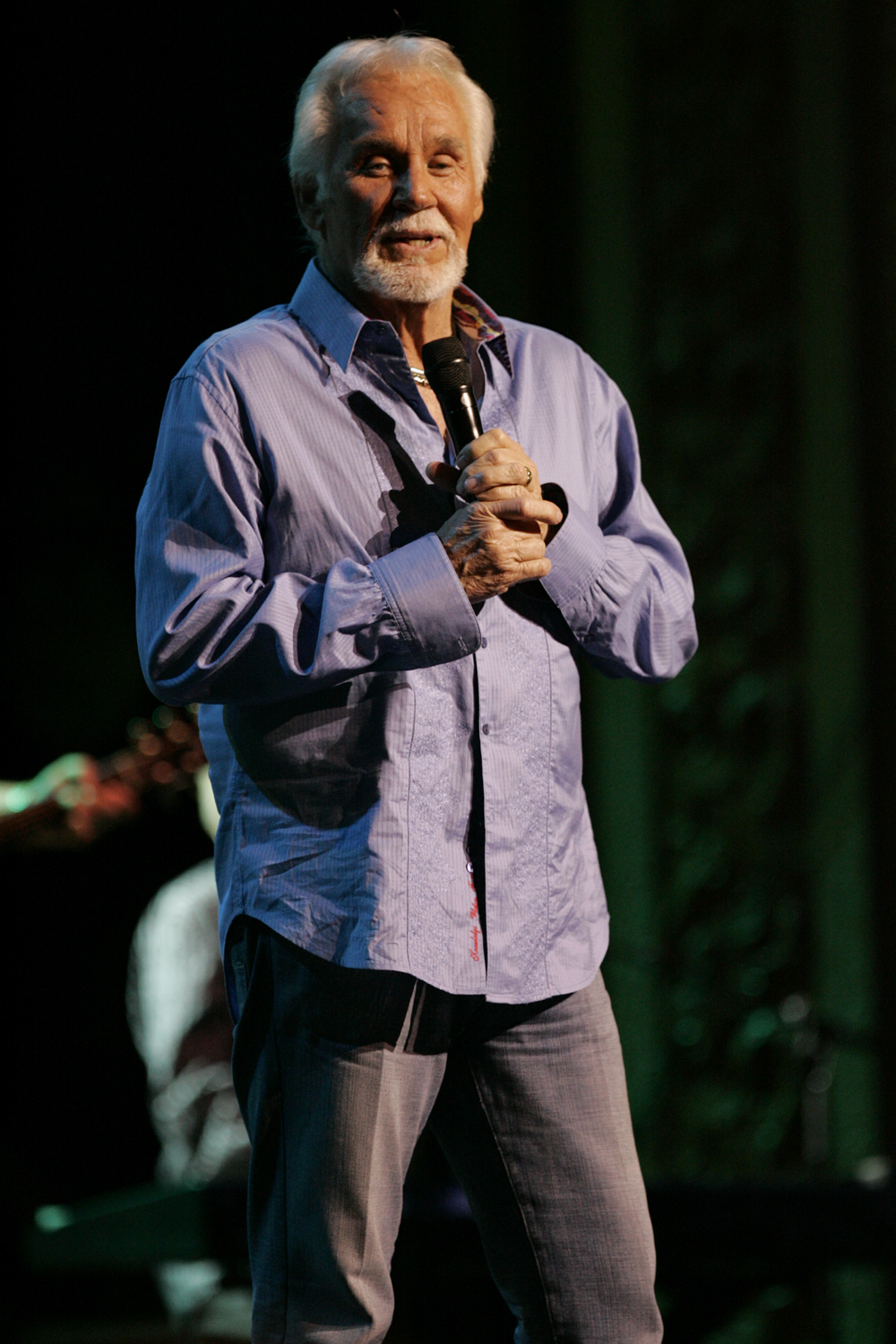
Kenny Rogers (2012)

Kenneth Donald „Kenny“ Rogers (* 21. August 1938 in Houston, Texas; † 20. März 2020 in Sandy Springs, Georgia) war ein US-amerikanischer Country-Sänger, Songwriter und Schauspieler, der 60 Jahre lang in der Musikbranche tätig war. Mit 21 Nummer-eins-Erfolgen in den amerikanischen Country-Single-Charts und über 100 Millionen verkauften Tonträgern zählt er zu den erfolgreichsten Sängern weltweit. Zu seinen bekanntesten Songs gehören Lucille, Ruby, Don’t Take Your Love to Town, The Gambler, Coward of the County und Islands in the Stream.

## Karriere

### Anfänge
In seiner High-School-Zeit trat Rogers gelegentlich mit einer Schülerband als Sänger auf. Seine erste Single That Crazy Feeling / We’ll Always Have Each Other veröffentlichte er 1957 als Kenneth Rogers beim Kix-Label aus Houston. That Crazy Feeling wurde zu einem lokalen Hit. Mitte 1957 spielte er als Mitglied der Scholars zwei weitere Singles für Imperial Records ein, die aber wenig Anklang fanden. Ähnlich erging es Rogers’ nächsten beiden Solosingles für Carlton Records. Alle diese frühen Aufnahmen waren im Doowop/Rock-’n’-Roll-Stil gehalten; erst später wechselte er zur Country-Musik, nachdem die Beliebtheit des Rock ’n’ Roll abgeebbt war. Nach einem Gastauftritt in der Dick-Clark-Show 1958 veröffentlichte er seine folgenden Alben unter dem Namen Kenny Rogers.
Bevor sich Rogers der Country-Musik widmete, spielte er zehn Jahre lang Jazz und wurde Ende der 1950er Jahre ein Mitglied des Bobby-Doyle-Trios. In dieser Zeit lernte er auch Kontrabass zu spielen. Als sich die Jazzband in den 1960ern auflöste, ging er zu einer Folk-Gruppe, die unter dem Namen New Christy Minstrels bekannt war. Kim Carnes, die in Rogers’ späterer Karriere eine wesentliche Rolle spielte, war auch Mitglied dieser Band. 1967 gründete er mit Carnes und zwei weiteren Mitgliedern die Band The First Edition; diese Formation wurde später umbenannt in Kenny Rogers & the First Edition, die bis Mitte der 1970er Jahre mit Hits wie Just Dropped In (To See What Condition My Condition Was In), Ruby, Don’t Take Your Love to Town oder Reuben James großen Erfolg hatte. Es folgten viele Fernsehauftritte und Konzerte, bis sich die Band 1976 auflöste.

### Durchbruch
Danach organisierte Ken Kragen (Kenny Rogers’ Manager von 1976 bis 2000) ein Treffen mit Larry Butler, einem Musikproduzenten der Plattenfirma Capitol Records Nashville. Dieser unterzeichnete einen Vertrag über zwei Platten mit Rogers, und 1976 folgte die erste Single Love Lifted Me, die in die US-Charts stieg. Das gleichnamige Album war zunächst kein Erfolg, doch schon bald folgte die Single Lucille, die in den US-Country-Charts und in Großbritannien zum Nummer-eins-Erfolg wurde. Auch in Deutschland war Lucille erfolgreich und erreichte die Top 10. Das Lied wurde 1977 auch von Michael Holm auf Deutsch gecovert.

### 1970er Jahre
Die Kooperation mit Larry Butler gilt als die erfolgreichste in Rogers’ Musikkarriere. Nach dem ersten Nummer-eins-Hit produzierte das Duo 1977 das nächste Album Daytime Friends. Der Titelsong wurde zum nächsten Nummer-eins-Hit. Rogers versuchte sich selten als Songwriter. Auf dem Album veröffentlichte er dennoch seinen selbstverfassten Song Sweet Music Man, der von ihm selbst handelt und sein Hippie-Image betrifft. Das Stück schaffte es auf Platz neun der Country-Charts. Zudem findet sich auf dem Album noch eine Coverversion des Eagles-Songs Desperado.
1978 schrieb Don Schlitz den Countrysong The Gambler, den Kenny Rogers veröffentlichte. Dieses Lied war so erfolgreich, dass man die erste Miniserie in der Fernsehgeschichte der USA startete. Insgesamt wurden zwischen 1978 und 1994 fünf Gambler-Westernfilme gedreht, in denen Rogers die Hauptrolle unter dem Namen Brady Hawkes spielte. The Gambler wie auch Rogers’ Lieblingsballade She Believes in Me erreichte Platz eins.
Im selben Jahr traf Rogers auf Dottie West. Das erste Duett der beiden, Every Time Two Fools Collide, wurde ebenfalls ein Nummer-eins-Hit. Das gleichnamige Album enthält noch zwei weitere Nummer-eins-Songs All I Ever Need Is You und What Are We Doin’ in Love?. Zudem erreichten die Stücke Anyone Who Isn’t Me Tonight Platz 2 und Till I Can Make It on My Own Platz 3 der Country-Charts.
Rogers und Butler stellten 1979 das Album Kenny in drei Tagen fertig. Unter den zehn Liedern findet sich auch Rogers’ international erfolgreichster Song Coward of the County, der neben dem Nummer-eins-Erfolg auch verfilmt wurde. In Deutschland ist dieser Westernfilm unter dem Titel Tag des Zorns bekannt. You Decorated My Life war ein weiterer Nummer-eins-Song von diesem Album.

### 1980er Jahre
Die 1980er Jahre waren Rogers musikalischer Höhepunkt. 1980 arbeitete er erneut mit Kim Carnes zusammen, die nicht nur als Sängerin, sondern auch als Songschreiberin aktiv war. Zusammen mit Dave Ellingson schrieb das Duo elf neue Songs für das Album Gideon, das Butler mit Rogers produzierte. Es enthielt das Duett Don’t Fall in Love with a Dreamer, das Rogers zusammen mit Carnes aufnahm. Das Stück erreichte Platz 3 der Country-Charts. Seine auch im deutschsprachigen Raum erfolgreiche Single war ebenfalls ein Duett: Islands in the Stream mit Dolly Parton erreichte 1983 Platz 25 der deutschen Charts.
Zusammen mit Butler hatte Rogers zwischen 1976 und 1980 zwölf Top-Ten-Hits. „Irgendwann wurde uns klar, dass wir immer dieselben Lieder nur mit anderen Worten produzieren“, sagte Kenny Rogers in einem Interview. Er wollte sich auf ein anderes musikalisches Territorium begeben. Inspiriert durch Ray Charles’ Album Modern Sound of Country Music, auf dem der R&B-Sänger Country-Songs sang, wollte Rogers als Country-Sänger einen R&B-Song singen und bat Lionel Richie um Hilfe. Einige Tage später hatte Richie das Lied Lady für ihn bereit, das Platz eins sowohl der Country- als auch der Pop-Charts erreichte.
Aus der Zusammenarbeit mit Richie entwickelte sich eine Freundschaft, und sie entschieden sich noch im selben Jahr, zusammen ein neues Album zu erarbeiten. Vier Songs schrieb Richie für das geplante Album (The Good Life, So in Love with You, Goin’ Back to Alabama – mit Michael Jackson als Backgroundsänger – und Without You in My Life). Ziel war es, sich vom gewohnten Country-Image der Butler-Rogers-Kooperation abzuwenden und in den Pop einzusteigen. Das Titellied Share Your Love sowie I Don’t Need You und Through the Years wurden zu Nummer-eins-Erfolgen. Zudem schrieb ihm Prince unter seinem damaligen Pseudonym Joey Coco den Song You’re My Love, den Rogers 1986 auf seinem Album They Don’t Make Them Like They Used To veröffentlichte.

### Folgende Jahre, Privates und Tod

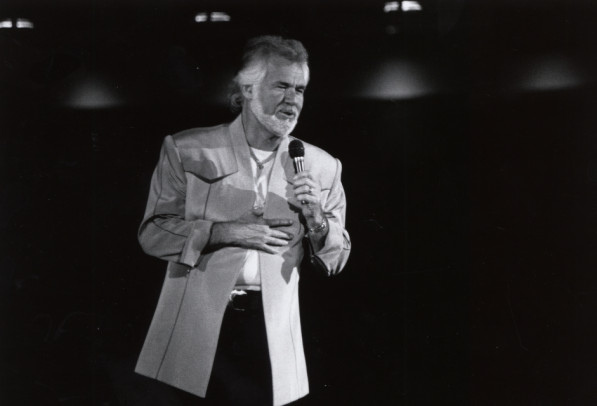
Kenny Rogers, 1991

Aus Anlass seiner 50-jährigen Aktivität in der Musikbranche veröffentlichte Rogers 2008 das Album Kenny Rogers: 50 Years bei der kleinen Plattenfirma Cracker Barrel. Im Oktober 2009 erschien das nächste Best-of-Album The First Fifty Years, das mit Tell Me That You Love Me ein weiteres Duett mit Dolly Parton beinhaltet. Goodbye (geschrieben von Lionel Richie) und Loving You Is a Natural Thing to Do sind weitere neue Stücke auf dem Album. Im selben Jahr hatte er in der fünften Folge der fünften Staffel von How I Met Your Mother einen Gastauftritt als Erzähler eines Hörbuchs.
Im April 2010 wurde die Biografie-Show The First Fifty Years aufgezeichnet, in der Stars wie Dolly Parton, Lionel Richie, Wynonna Judd, Chris Isaak, Sheena Easton und weitere prominente Sänger Rogers für seine fünf Jahrzehnte lange Tätigkeit ehrten. Rogers sagte als Abschlusssatz auf seinem Jubiläumsalbum: „Now I’m working on the next fifty years“ (Jetzt arbeite ich an den nächsten 50 Jahren).
2013 wurde Rogers in die Country Music Hall of Fame aufgenommen. 2015 kündigte er seinen Ruhestand an, da er sich mehr um seine Familie kümmern wollte, und machte eine lange Abschiedstournee. Sein offizielles Abschiedskonzert gab er am 25. Oktober 2017 in der Bridgestone Arena in Nashville, bei dem er von Kollegen wie Dolly Parton, Lionel Richie und Kris Kristofferson unterstützt wurde. Die im Rahmen einer Verlängerung seiner Abschiedstournee für 2018 angekündigten Auftritte wurden im April 2018 aus gesundheitlichen Gründen abgesagt. Rogers war fünfmal verheiratet und hat fünf Kinder. Er starb im März 2020 im Alter von 81 Jahren. Sein Grab befindet sich auf dem Oakland Cemetery in Atlanta, Georgia.

## Diskografie
Studioalben

| Jahr | Titel                                  | Höchstplatzierung, Gesamtwochen, AuszeichnungChartplatzierungen (Jahr, Titel, Platzierungen, Wochen, Auszeichnungen, Anmerkungen) | Höchstplatzierung, Gesamtwochen, AuszeichnungChartplatzierungen (Jahr, Titel, Platzierungen, Wochen, Auszeichnungen, Anmerkungen) | Höchstplatzierung, Gesamtwochen, AuszeichnungChartplatzierungen (Jahr, Titel, Platzierungen, Wochen, Auszeichnungen, Anmerkungen) | Höchstplatzierung, Gesamtwochen, AuszeichnungChartplatzierungen (Jahr, Titel, Platzierungen, Wochen, Auszeichnungen, Anmerkungen) | Höchstplatzierung, Gesamtwochen, AuszeichnungChartplatzierungen (Jahr, Titel, Platzierungen, Wochen, Auszeichnungen, Anmerkungen) | Höchstplatzierung, Gesamtwochen, AuszeichnungChartplatzierungen (Jahr, Titel, Platzierungen, Wochen, Auszeichnungen, Anmerkungen) | Anmerkungen |
| Jahr | Titel                                  | DE | AT | CH | UK | US | Country | Anmerkungen |
| ---- | -------------------------------------- | --- | --- | --- | --- | --- | --- | --- |
| 1968 | The First Edition                      | — | — | — | — | US118 (15 Wo.)US | — | Erstveröffentlichung: 1967 als The First Edition, Produzent: Mike Post                                                          |
| 1969 | The First Edition ’69                  | — | — | — | — | US164 (4 Wo.)US | — | Erstveröffentlichung: 1969 als The First Edition                                                                                |
| 1969 | Ruby, Don’t Take Your Love to Town     | — | — | — | — | US48 (18 Wo.)US | — | Erstveröffentlichung: 1969 Produzenten: Glen D. Hardin, Jimmy Bowen, Mike Post mit The First Edition                            |
| 1970 | Something’s Burning                    | — | — | — | — | US26 (24 Wo.)US | — | Erstveröffentlichung: 1969 Produzenten: Jimmy Bowen, Kenny Rogers, Mike Post mit The First Edition                              |
| 1970 | Tell It All, Brother                   | — | — | — | — | US61 (16 Wo.)US | — | Erstveröffentlichung: 1970 Produzenten: Jimmy Bowen, Kenny Rogers mit The First Edition                                         |
| 1971 | Transition                             | — | — | — | — | US155 (3 Wo.)US | — | Erstveröffentlichung: September 1971 Produzenten: Jimmy Bowen, Kenny Rogers mit The First Edition                               |
| 1972 | The Ballad of Calico                   | — | — | — | — | US118 (14 Wo.)US | — | Erstveröffentlichung: März 1972 Produzenten: Kenny Rogers, Terry Williams mit The First Edition                                 |
| 1976 | Love Lifted Me                         | — | — | — | — | — | Country28 (10 Wo.)Country | Erstveröffentlichung: 1976 Produzent: Larry Butler                                                                              |
| 1977 | Kenny Rogers                           | — | — | — | UK17 (7 Wo.)UK | US30 Platin · (25 Wo.)US | Country1 (120 Wo.)Country | Erstveröffentlichung: 1976 Produzent: Larry Butler                                                                              |
| 1977 | Daytime Friends                        | — | AT63 (1 Wo.)AT | — | — | US39 Platin · (21 Wo.)US | Country2 (68 Wo.)Country | Erstveröffentlichung: Juli 1977 Produzent: Larry Butler                                                                         |
| 1978 | Love or Something Like It              | — | — | — | — | US53 Gold · (12 Wo.)US | Country1 (36 Wo.)Country | Erstveröffentlichung: Juli 1978 Produzent: Larry Butler                                                                         |
| 1978 | Every Time Two Fools Collide           | — | — | — | — | US186 Gold · (3 Wo.)US | Country1 (56 Wo.)Country | Erstveröffentlichung: 1978 mit Dottie West, Produzent: Larry Butler                                                             |
| 1979 | The Gambler                            | — | — | — | — | US12 ×5Fünffachplatin · (112 Wo.)US                                                                                               | Country1 (137 Wo.)Country | Erstveröffentlichung: November 1978 Produzent: Larry Butler                                                                     |
| 1979 | Kenny                                  | — | AT17 (4 Wo.)AT | — | UK7 Gold · (10 Wo.)UK | US5 ×3Dreifachplatin · (53 Wo.)US                                                                                                 | Country1 (74 Wo.)Country | Erstveröffentlichung: 1979 Produzent: Larry Butler                                                                              |
| 1979 | Classics                               | — | — | — | — | US82 Platin · (23 Wo.)US | Country3 (47 Wo.)Country | Erstveröffentlichung: 1979 Produzent: Larry Butler mit Dottie West                                                              |
| 1980 | Gideon                                 | — | — | — | — | US12 Platin · (34 Wo.)US | Country1 (45 Wo.)Country | Erstveröffentlichung: 1980 Produzenten: Kenny Rogers, Larry Butler                                                              |
| 1981 | Share Your Love                        | — | — | — | — | US6 Platin · (50 Wo.)US | Country1 (64 Wo.)Country | Erstveröffentlichung: 1981 Produzenten: Lionel Richie, Brenda Harvey Richie                                                     |
| 1982 | Love Will Turn You Around              | — | — | — | — | US34 Platin · (24 Wo.)US | Country5 (38 Wo.)Country | Erstveröffentlichung: 1982 Produzenten: Kenny Rogers, David Malloy, Val Garay, Brent Maher, Randy Goodrum                       |
| 1983 | We’ve Got Tonight                      | — | — | — | — | US18 (… Wo.)US | Country3 (35 Wo.)Country | Erstveröffentlichung: 1983 Produzenten: David Foster, Kenny Rogers, Brent Maher, Randy Goodrum, James Carmichael, Lionel Richie |
| 1983 | Eyes That See in the Dark              | — | AT9 (12 Wo.)AT | CH14 (10 Wo.)CH | UK53 (19 Wo.)UK | US6 ×2Doppelplatin · (38 Wo.)US                                                                                                   | Country1 (43 Wo.)Country | Erstveröffentlichung: 30. August 1983 Produzenten: Barry Gibb, Karl Richardson, Albhy Galuten                                   |
| 1984 | Duets                                  | — | — | — | — | US85 Platin · (11 Wo.)US | Country43 (15 Wo.)Country | Erstveröffentlichung: 1984 Produzenten: David Foster, Kenny Rogers, Larry Butler mit Sheena Easton, Kim Carnes und Dottie West  |
| 1984 | What About Me?                         | — | — | — | UK97 (1 Wo.)UK | US31 Platin · (31 Wo.)US | Country9 (38 Wo.)Country | Erstveröffentlichung: Dezember 1984 Produzenten: David Foster, Kenny Rogers                                                     |
| 1985 | The Heart of the Matter                | — | — | — | — | US51 Gold · (28 Wo.)US | Country1 (33 Wo.)Country | Erstveröffentlichung: Oktober 1985 Produzent: George Martin                                                                     |
| 1986 | They Don’t Make Them Like They Used To | — | — | — | — | US137 (15 Wo.)US | Country16 (26 Wo.)Country | Erstveröffentlichung: Dezember 1986 Produzenten: Jay Graydon, Burt Bacharach, Carole Bayer Sager, David Malloy                  |
| 1987 | I Prefer the Moonlight                 | — | — | — | — | US163 (4 Wo.)US | Country18 (27 Wo.)Country | Erstveröffentlichung: August 1987 Produzenten: Brown Bannister, Richard Landis, Rob Galbraith, Larry Butler                     |
| 1989 | Something Inside so Strong             | — | — | — | — | US141 Gold · (8 Wo.)US | Country10 (62 Wo.)Country | Erstveröffentlichung: Mai 1989 Produzenten: Jim Ed Norman, Steve Dorff                                                          |
| 1990 | Love Is Strange                        | — | — | — | — | — | Country21 (30 Wo.)Country | Erstveröffentlichung: September 1990 Produzent: Jim Ed Norman                                                                   |
| 1991 | Back Home Again                        | — | — | — | — | — | Country42 (20 Wo.)Country | Erstveröffentlichung: Dezember 1991 Produzenten: Jim Ed Norman, Eric Prestidge                                                  |
| 1997 | Across My Heart                        | — | — | — | — | US193 (1 Wo.)US | Country26 (14 Wo.)Country | Erstveröffentlichung: 15. Juli 1997 Produzenten: Jim Mazza, Brent Maher                                                         |
| 1999 | She Rides Wild Horses                  | — | — | — | — | US60 Platin · (56 Wo.)US | Country6 (104 Wo.)Country | Erstveröffentlichung: 11. Mai 1999 Produzenten: Kenny Rogers, Jim Mazza, Brent Maher, Jim McKell                                |
| 2000 | There You Go Again                     | — | — | — | — | US121 (3 Wo.)US | Country17 (36 Wo.)Country | Erstveröffentlichung: 3. Oktober 2000 Produzenten: Kenny Rogers, Brent Maher, Richard Marx, Jim McKell                          |
| 2003 | Back to the Well                       | — | — | — | UK100 (1 Wo.)UK | — | Country52 (3 Wo.)Country | Erstveröffentlichung: 26. Mai 2003 Produzenten: Brent Maher, Joe Chemay, John Guess, Kenny Rogers                               |
| 2006 | Water & Bridges                        | — | — | — | — | US14 (15 Wo.)US | Country5 (43 Wo.)Country | Erstveröffentlichung: 17. März 2006 Produzent: Dann Huff                                                                        |
| 2011 | The Love of God                        | — | — | — | — | US27 (8 Wo.)US | Country7 (15 Wo.)Country | Erstveröffentlichung: 7. März 2011                                                                                              |
| 2012 | Amazing Grace (US) / Faith (EU)        | — | — | — | — | — | Country32 (15 Wo.)Country | Erstveröffentlichung: 9. Oktober 2012 Produzenten: Kyle Lehning, Warren Hartman                                                 |
| 2013 | You Can’t Make Old Friends             | — | — | — | — | US43 (4 Wo.)US | Country9 (12 Wo.)Country | Erstveröffentlichung: 8. Oktober 2013 Produzenten: Dann Huff, Kyle Lehning, Warren Hartman                                      |

grau schraffiert: keine Chartdaten aus diesem Jahr verfügbar

## Auszeichnungen
| Jahr | Auszeichnung                           | Kategorie                                                                           |
| ---- | -------------------------------------- | ----------------------------------------------------------------------------------- |
| 2007 | CMT Music Awards                       | Album of the Year – Water & Bridges                                                 |
| 2005 | CMT Music Awards                       | Favorite All Time Country Duet – Islands in the Stream mit Dolly Parton             |
| 2004 | CMT’s 100 Greatest Cheating Songs      | Greatest Cheating Songs – Ruby Don’t Take Your Love to Town (Platz 6)               |
| 2003 | Lifetime Achievement Award             | International Entertainment Buyers Association                                      |
| 2003 | CMT’s 100 Greatest Country Songs       | Greatest Country Song – The Gambler (Platz 26)                                      |
| 2002 | CMT’s 40 Greatest Men of Country Music | Greatest Men of Country Music (Platz 19)                                            |
| 2000 | TNN Music Awards                       | Career Achievement Award                                                            |
| 1999 | BBC’s Greatest Country Singer          | Greatest Country Singer (Platz 2)                                                   |
| 1997 | Diamond Award                          | Für das Album Greatest Hits (12.000.000-mal in den USA verkauft)                    |
| 1988 | Grammy Awards                          | Best Duo Country Vocal Performance – Make No Mistake She’s Mine (mit Ronnie Milsap) |
| 1986 | USA Today                              | Favorite Singer of All Time                                                         |
| 1985 | American Music Awards                  | Favorite Country Album – Eyes That See in the Dark                                  |
| 1985 | American Music Awards                  | Favorite Male Country Artist                                                        |
| 1983 | Academy of Country Music Awards        | Single of the Year – Islands in the Stream (mit Dolly Parton)                       |
| 1983 | Academy of Country Music Awards        | Top Vocal Duet – (mit Dolly Parton)                                                 |
| 1983 | American Music Awards                  | Favorite Pop/Rock Country Artist                                                    |
| 1983 | American Music Awards                  | Favorite Country Single – Love Will Turn You Around                                 |
| 1983 | ASAP Awards                            | Favorite Single – Islands in the Stream (mit Dolly Parton)                          |
| 1982 | American Music Awards                  | Favorite Country Album – Greatest Hits                                              |
| 1981 | American Music Awards                  | Favorite Pop/Rock Male Artist                                                       |
| 1981 | American Music Awards                  | Favorite Country Album – The Gambler                                                |
| 1981 | American Music Awards                  | Favorite Country Single – Coward of the County                                      |
| 1980 | American Music Awards                  | Favorite Male Country Artist                                                        |
| 1980 | American Music Awards                  | Favorite Country Album – The Gambler                                                |
| 1980 | Music City News Country                | Single of the Year                                                                  |
| 1979 | American Music Awards                  | Favorite Male Country Artist                                                        |
| 1979 | American Music Awards                  | Favorite Country Album – 10 Years of Gold                                           |
| 1979 | Country Music Association Awards       | Male Vocalist of the Year                                                           |
| 1979 | Country Music Association Awards       | Vocal Duo of the Year (mit Dottie West)                                             |
| 1979 | Country Music Association Awards       | Album of the Year – The Gambler                                                     |
| 1979 | Music City News Country                | Male Artist of the Year                                                             |
| 1979 | Music City News Country                | Single of the Year – The Gambler                                                    |
| 1979 | Grammy Awards                          | Best Male Country Vocal Performance – The Gambler                                   |
| 1978 | American Music Awards                  | Favorite Single – Lucille                                                           |
| 1978 | Country Music Association Awards       | Vocal Duo of the Year – (mit Dottie West)                                           |
| 1978 | Academy of Country Music Awards        | Entertainer of the Year                                                             |
| 1978 | Academy of Country Music Awards        | Top Male Vocalist                                                                   |
| 1977 | Country Music Association Awards       | Single of the Year – Lucille                                                        |
| 1977 | Academy of Country Music Awards        | Top Male Vocalist                                                                   |
| 1977 | Academy of Country Music Awards        | Single of the Year – Lucille                                                        |
| 1977 | Academy of Country Music Awards        | Song of the Year – Lucille                                                          |
| 1977 | Grammy Awards                          | Best Male Country Vocal Performance – Lucille                                       |